# Pallavolo ai XVIII Giochi panamericani - Torneo maschile
La pallavolo maschile ai XVIII Giochi panamericani si è svolta dal 31 luglio al 4 agosto 2019 a Lima, in Perù: al torneo hanno partecipato otto squadre nazionali tra nordamericane e sudamericane e la vittoria finale è andata per la terza volta all'Argentina.

## Regolamento
Le squadre hanno disputato una prima fase a gironi con formula del girone all'italiana; al termine della prima fase:
- Le prime due classificate di ogni girone hanno acceduto alla fase finale per il primo posto strutturata in semifinali, finale per il terzo posto e finale.
- La terza classifica di ogni girone ha acceduto alla finale per il quinto posto.
- La quarta classifica di ogni girone ha acceduto alla finale per il settimo posto.

## Squadre partecipanti
| Squadra     | Qualificazione                  | Ultima partecipazione |
| ----------- | ------------------------------- | --------------------- |
| Argentina   | 1ª alla Coppa panamericana 2018 | Toronto 2015          |
| Brasile     | 2ª alla Coppa panamericana 2018 | Toronto 2015          |
| Cile        | 4ª alla Coppa panamericana 2019 | San Paolo 1963        |
| Cuba        | 3ª alla Coppa panamericana 2018 | Toronto 2015          |
| Messico     | 5ª alla Coppa panamericana 2018 | Toronto 2015          |
| Perù        | Paese organizzatore             | Debutto               |
| Porto Rico  | 4ª alla Coppa panamericana 2018 | Toronto 2015          |
| Stati Uniti | 5ª alla Coppa panamericana 2019 | Toronto 2015          |

## Torneo

### Fase a gironi
| Girone A   | Girone B    |
| ---------- | ----------- |
| Argentina  | Brasile     |
| Cuba       | Cile        |
| Porto Rico | Stati Uniti |
| Perù       | Messico     |

#### Girone A

##### Risultati
| 31 luglio 2019 Polideportivo El Callao, Lima Durata: 1h:43 - Spettatori:        | Perù      | 1 - 3 | Porto Rico | 14.25, 20-25, 25-21, 11-25 |
| 31 luglio 2019 Polideportivo El Callao, Lima Durata: 1h:31 - Spettatori:        | Cuba      | 0 - 3 | Argentina  | 26-28, 22-25, 22-25        |
| 1 agosto 2019 Polideportivo El Callao, Lima Durata: 2h:18 - Spettatori: 3 275   | Perù      | 0 - 3 | Argentina  | 16-25, 25-27, 24-26        |
| 1 agosto 2019 [Polideportivo El Callao, Lima Durata: 1h:54 - Spettatori: 1 700  | Cuba      | 3 - 1 | Porto Rico | 25-18, 25-19, 25-27; 25-20 |
| 21 luglio 2015 [Polideportivo El Callao, Lima Durata: 1h:12 - Spettatori: 2 100 | Argentina | 3 - 0 | Porto Rico | 25-18, 25-12, 25-18        |
| 21 luglio 2015 [Polideportivo El Callao, Lima Durata: 1h:13 - Spettatori: 3 100 | Perù      | 0 - 3 | Cuba       | 15-25, 18-25, 19-25        |

##### Classifica
| Pos | Squadra    | Pt | G | V | P | SV | SP | Ratio | PF  | PS  | Ratio |
| --- | ---------- | -- | - | - | - | -- | -- | ----- | --- | --- | ----- |
| 1   | Argentina  | 15 | 3 | 3 | 0 | 9  | 0  | 3.000 | 231 | 183 | 1.262 |
| 2   | Cuba       | 9  | 3 | 2 | 1 | 6  | 4  | 1.500 | 245 | 214 | 1.145 |
| 3   | Porto Rico | 5  | 3 | 1 | 2 | 4  | 7  | 0.571 | 228 | 245 | 0.931 |
| 4   | Perù       | 1  | 3 | 0 | 3 | 1  | 9  | 0.111 | 187 | 249 | 0.751 |

#### Girone B

##### Risultati
| 31 luglio 2019 Polideportivo El Callao, Lima Durata: 1h:52 - Spettatori: 2 100  | Stati Uniti | 1 - 3 | Cile    | 17-25, 17-25, 25-17, 22-25       |
| 31 luglio 2019 Polideportivo El Callao, Lima Durata: 1h:59 - Spettatori: 2 000  | Brasile     | 3 - 1 | Messico | 25-23, 25-19, 22-25, 25-22       |
| 1 agosto 2019 Polideportivo El Callao, Lima Durata: 1h:33 - Spettatori: 2 000   | Stati Uniti | 3 - 0 | Messico | 26-24, 25-22, 25-23              |
| 1 agosto 2019 [Polideportivo El Callao, Lima Durata: 1h:54 - Spettatori: 2 000  | Brasile     | 3 - 1 | Cile    | 25-18, 22-25, 25-16, 25-17       |
| 21 luglio 2015 [Polideportivo El Callao, Lima Durata: 1h:54 - Spettatori: 4 100 | Messico     | 1 - 3 | Cile    | 25-20, 21-25, 22-25, 20-25       |
| 21 luglio 2015 [Polideportivo El Callao, Lima Durata: 1h:13 - Spettatori: 3 100 | Stati Uniti | 2 - 3 | Brasile | 25-23, 25-21, 17-25, 19-25, 9-25 |

##### Classifica
| Pos | Squadra     | Pt | G | V | P | SV | SP | Ratio | PF  | PS  | Ratio |
| --- | ----------- | -- | - | - | - | -- | -- | ----- | --- | --- | ----- |
| 1   | Brasile     | 11 | 3 | 3 | 0 | 9  | 4  | 2.250 | 303 | 260 | 1.165 |
| 2   | Cile        | 9  | 3 | 2 | 1 | 7  | 5  | 1.400 | 263 | 266 | 0.989 |
| 3   | Stati Uniti | 8  | 3 | 1 | 2 | 6  | 6  | 1.000 | 252 | 270 | 0.933 |
| 4   | Messico     | 2  | 3 | 0 | 3 | 2  | 9  | 0.222 | 246 | 268 | 0.918 |

### Fase finale

#### Finale 1º e 3º posto
|  | Semifinali | Semifinali | Semifinali |      |           | Finale 1º posto | Finale 1º posto | Finale 1º posto |  |
|  |            |            |            |      |           |                 |                 |                 |  |
|  | Argentina  | Argentina  | 3          |      |           |                 |                 |                 |  |
|  | Argentina  | Argentina  | 3          |      |           |                 |                 |                 |  |
|  | Cile       | Cile       | 1          |      |           |                 |                 |                 |  |
|  | Cile       | Cile       | 1          |      | Argentina | Argentina       | 3               |                 |  |
|  |            |            |            |      | Argentina | Argentina       | 3               |                 |  |
|  |            |            | Cuba       | Cuba | 0         |                 |                 |                 |  |
|  | Cuba       | Cuba       | Cuba       | Cuba | 0         | 3               |                 |                 |  |
|  | Cuba       | Cuba       |            |      |           | 3               |                 |                 |  |
|  | Brasile    | Brasile    | 0          |      |           | Finale 3º posto | Finale 3º posto | Finale 3º posto |  |
|  | Brasile    | Brasile    | 0          |      |           |                 |                 |                 |  |
|  |            |            |            |      |           |                 |                 |                 |  |
|  |            |            |            |      |           | Cile            | Cile            | 0               |  |
|  |            |            |            |      |           | Cile            | Cile            | 0               |  |
|  |            |            |            |      |           | Brasile         | Brasile         | 3               |  |

##### Semifinali
| 3 agosto 2019 Polideportivo El Callao, Lima Durata: 2h:01 - Spettatori: 4 000 | Argentina | 3 - 1 | Cile | 25-21, 23-25, 28-26, 25-17 |
| 3 agosto 2019 Polideportivo El Callao, Lima Durata: 2h:22 - Spettatori: 3 100 | Brasile   | 0 - 3 | Cuba | 16-25, 22-25, 21-25        |

##### Finale 3º posto
| 4 agosto 2019 Polideportivo El Callao, Lima Durata: 1h:22 - Spettatori: 8 900 | Brasile | 3 - 0 | Cile | 25-12, 25-19, 25-21 |

##### Finale
| 4 agosto 2019 Polideportivo El Callao, Lima Durata: 1h:20 - Spettatori: 4 527 | Argentina | 3 - 0 | Cuba | 25-20, 25-27, 25-20 |

#### Finale 5º posto
| 3 agosto 2019 Polideportivo El Callao, Lima Durata: 2h:13 - Spettatori: 1 800 | Porto Rico | 3 - 2 | Stati Uniti | 22-25, 25-21, 25-22, 20-25, 15-8 |

#### Finale 7º posto
| 4 agosto 2019 Polideportivo El Callao, Lima Durata: 1h:58 - Spettatori: 3 100 | Perù | 0 - 3 | Messico | 20-25, 17-25, 18-25 |

## Podio

### Campione
Formazione: 1 Matías Sánchez, 3 Jan Martínez, 4 Luciano Palonsky, 6 Manuel Balagué, 7 Matías Giraudo, 10 Nicolás Bruno, 11 Gastón Fernández, 15 Facundo Imhoff, 19 Franco Massimino, 22 Lisandro Zanotti, 23 Joaquín Gallego, 24 Germán Johansen, CT: Eduardo Dileo

### Secondo posto
Formazione: 1 José Massó, 2 Osniel Melgarejo, 4 Marlon Yant, 5 Javier Concepción, 7 Yonder García, 9 Liván Osoria, 11 Liván Taboada, 12 Jesús Herrera, 14 Adrián Goide, 15 Yohan León, 17 Roamy Alonso, 18 Miguel Ángel López, CT: Nicolás Vives

### Terzo posto
Formazione: 1 Thiago Veloso, 2 Matheus dos Santos, 3 Éder Carbonera, 5 Lucas Lóh, 6 Aboubacar Neto, 7 Henrique Honorato, 8 Eduardo Sobrinho, 9 Carlos Barreto, 11 Rodrigo Leão, 12 Rogério de Carvalho, 17 Cledenílson Batista, 18 Felipe Roque, CT: Marcelo Fronckowiak

## Premi individuali
| Premio                | Nome                | Squadra    |
| --------------------- | ------------------- | ---------- |
| MVP                   | Nicolás Bruno       | Argentina  |
| Miglior palleggiatore | Matías Sánchez      | Argentina  |
| Miglior opposto       | Maurice Torres      | Porto Rico |
| Miglior schiacciatore | Vicente Parraguirre | Cile       |
| Miglior schiacciatore | Carlos Barreto      | Brasile    |
| Miglior centrale      | Roamy Alonso        | Cuba       |
| Miglior centrale      | Liván Osoria        | Cuba       |
| Miglior libero        | Sebastián Castillo  | Cile       |

## Classifica finale
| Pos | Squadre     |
| --- | ----------- |
|     | Argentina   |
|     | Cuba        |
|     | Brasile     |
| 4   | Cile        |
| 5   | Porto Rico  |
| 6   | Stati Uniti |
| 7   | Messico     |
| 8   | Perù        |